# 누에 (일본 요괴)

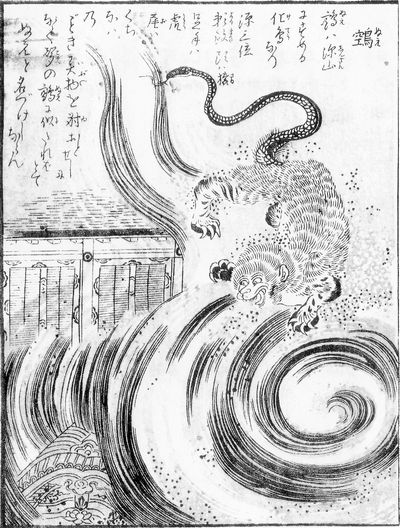
토리야마 세키엔의 『화도 백귀야행』의 누에.

누에(일본어: 鵺, 영어: Japanese chimera)는 일본에서 전승되는 요괴다.
『헤이케모노가타리』 등에 등장한다. 얼굴은 원숭이, 몸통은 너구리, 손발은 호랑이이며 꼬리는 뱀이다. 문헌에 따라 몸통이 호랑이라고도 하고, 『겐페이 성쇠기』에서는 등이 호랑이, 발이 너구리, 꼬리는 여우라고 한다. 또 머리가 고양이, 몸통이 닭이라는 문헌도 있다. 여러 짐승의 모습이 섞여서 마치 서양의 키마이라 같다.
“효― 효―(ヒョーヒョー)” 하면서 호랑지빠귀 울음소리를 닮은 대단히 무시무시한 소리로 울었다고 한다. 헤이안쿄가 도읍이던 헤이안 시대에 출현했다고 하지만, 헤이안 시대의 언제쯤인지는 자료마다 니조 천황, 고노에 천황, 고시라카와 천황, 도바 천황 등 말이 모두 다르다.:12-17
그 외형은 12간지에서 동북향의 호랑이(寅), 동남향의 뱀(巳), 서남쪽의 원숭이(申), 서북쪽의 개(戌)를 섞어놓은 것이라는 설도 있다. 이 설이 맞다면 이것은 헤이안쿄의 동(토끼)·서(닭)·남(말)·북(쥐) 십자대로에 어긋나는 대각선 십자가로서 일본의 수도를 불안정하게 만든다는 의미가 된다.
사실 ‘누에(鵺)’는 『고사기』, 『만엽집』이 쓰여졌던 나라 시대까지만 해도 호랑지빠귀 그 자체라는 뜻이었다. 『헤이케모노가타리』에서도 “누에(호랑지빠귀) 소리로 우는 정체 모를 것”이라고만 하는데, 그 정체 모를 것의 이름이 ‘누에’로 와전되어 현재 일본어에서 호랑지빠귀는 ‘누에’라고 불리지 않고 ‘토라츠구미(トラツグミ)’라고 불린다. 누에의 정체인 호랑지빠귀 자체도 울음소리가 소름끼친다고 일찍이부터 흉조로 여겨졌다. 천황과 귀족에게 호랑지빠귀 울리는 소리가 들리면 큰일이 벌어지지 않도록 기도를 했다고 한다.:12-17

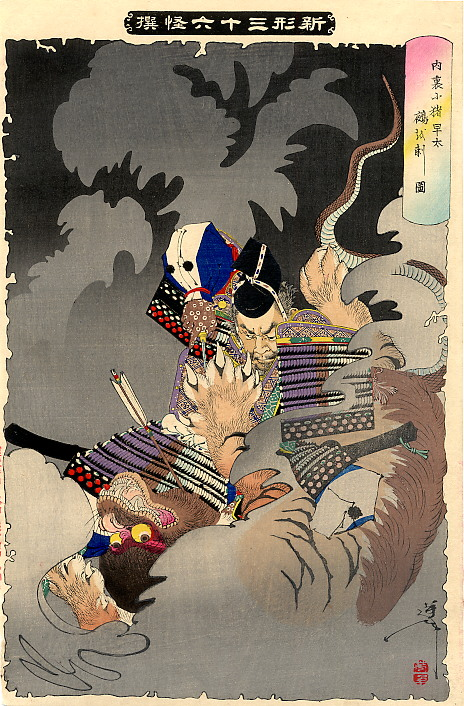
『신형삼십육괴찬』의 누에 퇴치.

누에 퇴치 전설의 얼개는 다음과 같다. 헤이안 시대에 천황이 사는 궁전 청량전에 매일 밤 검은 연기와 함께 섬뜩한 울음소리가 울려퍼지고 천황이 병이 들어 백약이 무효했다. 천황의 측근들은 전설적인 사무라이 미나모토노 요시이에가 활을 울려 괴사를 멈춘 전례를 본받아 활의 달인인 미나모토노 요리마사를 불렀다. 요리마사는 미나모토노 요리미츠에게 물려받은 활을 가지고 부하 이노 하야타와 함께 청량전에 입궁했다.  검은 연기가 청량전을 덮기 시작하자 요리마사가 산새의 꼬리깃으로 만든 화살을 쏘았고, “누에 소리를 내는 정체 모를 것”은 비명과 함께 니조성 북쪽에 추락했다. 이노가 재빨리 가서 그것을 붙잡았다.:88-89:319-323 그 순간 궁전 상공에는 뻐꾸기 우는 소리가 청량하게 들리며 평온이 돌아왔고,:88-89 천황의 건강도 금방 회복되었다.:64-76 요리마사는 천황에게 상으로 사자왕이라는 명검을 하사받았다.